# Stara Synagoga we Wronkach
Stara synagoga we Wronkach – została zbudowana w 1528 roku przy obecnej ul. Krętej. Wzniesiona z drewna bożnica była jedną z pierwszych synagog w Wielkopolsce.  Na jej miejscu w 1607 roku wybudowano nową synagogę.